# Ronde van Spanje 2019/Twaalfde etappe
De twaalfde etappe van de Ronde van Spanje 2019 werd verreden op 5 september tussen Circuito de Navarra en Bilbao. Na een makkelijk begin kregen de renners in de laatste 40 kilometers te maken met een parcours dat een heuvelklassieker niet zou hebben misstaan, met de Alto de Urruztimendi (2,5 kilometer à 9,2%), de Alto el Vivero (4,3 kilometer à 7,7%) en de Alto del Arraiz (2 kilometer à 12,2%). De Belg Philippe Gilbert won zijn tiende rit in een Grote Ronde.
| Circuito de Navarra – Bilbao (171,4 km) |                    |                               |          |
| Plaats                                  | Naam               | Ploeg                         | Tijd     |
| 1                                       | Philippe Gilbert   | Deceuninck–Quick-Step         | 3u48'18" |
| 2                                       | Alex Aranburu      | Caja Rural-Seguros RGA        | + 3"     |
| 3                                       | Fernando Barceló   | Euskadi Basque Country-Murias | z.t.     |
| 4                                       | José Joaquín Rojas | Movistar Team                 | + 22"    |
| 5                                       | Nikias Arndt       | Team Sunweb                   | + 26"    |
| 6                                       | Tosh Van der Sande | Lotto Soudal                  | + 29"    |
| 7                                       | Cyril Barthe       | Euskadi Basque Country-Murias | z.t.     |
| 8                                       | Manuele Boaro      | Astana Pro Team               | z.t.     |
| 9                                       | Tim Declercq       | Deceuninck–Quick-Step         | z.t.     |
| 10                                      | Valerio Conti      | UAE Team Emirates             | + 31"    |
|                                         |                    |                               |          |
| 32                                      | Wilco Kelderman    | Team Sunweb                   | + 3'02"  |

| Algemeen klassement |                    |                   |           |
| Plaats              | Naam               | Ploeg             | Tijd      |
| Rode trui           | Primož Roglič      | Team Jumbo-Visma  | 44u52'08" |
| 2                   | Alejandro Valverde | Movistar Team     | + 1'52"   |
| 3                   | Miguel Ángel López | Astana Pro Team   | + 2'11"   |
| 4                   | Nairo Quintana     | Movistar Team     | + 3'00"   |
| 5                   | Tadej Pogačar      | UAE Team Emirates | + 3'05"   |
| 6                   | Carl Fredrik Hagen | Lotto Soudal      | + 4'59"   |
| 7                   | Rafał Majka        | BORA-hansgrohe    | + 5'42"   |
| 8                   | Nicolas Edet       | Cofidis           | + 5'49"   |
| 9                   | Dylan Teuns        | Bahrain-Merida    | + 6'07"   |
| 10                  | Wilco Kelderman    | Team Sunweb       | + 6'25"   |

1e etappe ·
2e etappe ·
3e etappe ·
4e etappe ·
5e etappe ·
6e etappe ·
7e etappe ·
8e etappe ·
9e etappe ·
10e etappe ·
11e etappe ·
12e etappe ·
13e etappe ·
14e etappe ·
15e etappe ·
16e etappe ·
17e etappe ·
18e etappe ·
19e etappe ·
20e etappe ·
21e etappe
Startlijst · Eindstanden · Afbeeldingen